# Gustav von Eltester

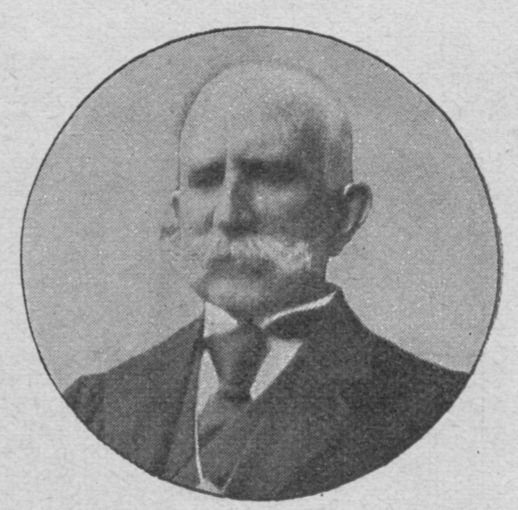
Gustav von Eltester, ca. 1904

Philipp Friedrich Gustav Eltester, seit 1870 von Eltester (* 22. Dezember 1822 in Berlin; † 2. September 1904 in Charlottenburg) war ein preußischer Generalmajor und Inspekteur der 1. Festungs-Inspektion.

## Leben

### Herkunft
Gustav war ein Sohn des preußischen Kapitäns a. D. und späteren Rendanten der Joachimsthalischen Schulhauptkasse in Berlin, Wilhelm Eltester (1789–1867) und dessen Ehefrau Karoline Henriette, geborene Bartholomai (1794–1865).

### Werdegang
Nach dem Besuch des Joachimsthalen Gymnasiums in Berlin und des Gymnasiums in Lissa trat Eltester am 1. Januar 1841 als Freiwilliger in die Garde-Pionier-Abteilung der Preußischen Armee ein. Zur weiteren Ausbildung absolvierte er von Oktober 1841 bis August 1842 sowie von Oktober 1843 bis Juli 1845 die Vereinigte Artillerie- und Ingenieurschule. Zwischenzeitlich avancierte er zum aggregierten Sekondeleutnant in der 1. Ingenieur-Inspektion. Mitte Dezember 1846 kam er zur 1. Pionier-Abteilung und wurde am 29. April 1847 in die 1. Ingenieur-Inspektion einrangiert. Ab Ende März war Eltester Adjutant der 1. Pionier-Abteilung und daran schloss sich am 1. Juli 1850 eine Verwendung bei der Fortifikation in Danzig an. Dort wurde er am 22. Juni 1852 zum Premierleutnant befördert und am 10. Oktober 1852 wieder in die Garde-Pionier-Abteilung versetzt. Zugleich wirkte Eltester ab Ende April 1854 als Examinator bei der Ober-Militär-Examinationskommission und kurz darauf auch als Direktionsoffizier an der Artillerie- und Ingenieurschule. Er stieg Mitte Februar 1856 zum Hauptmann auf und war ab Oktober 1857 als Lehrer an der Artillerie- und Ingenieurschule tätig. Während der Mobilmachung anlässlich des Sardinischen Krieges fungierte Eltester als Führer der Ersatzkompanie des Garde-Pionier-Bataillons.
Am 1. Juli 1860 erfolgte seine Ernennung zum Chef der 3. Kompanie im Garde-Pionier-Bataillon und in gleicher Eigenschaft übernahm er am 1. April 1861 die 1. Kompanie. Nach einer Verwendung bei der Fortifikation von September 1862 Oktober 1865 in Koblenz wurde Eltester Garnison-Baudirektor des I. Armee-Korps in Königsberg. Im Vorfeld des Deutschen Krieges wurde er am 3. April 1866 zum Major befördert und als Kommandeur in das Pionier-Bataillon Nr. 4 versetzt. Während des Feldzuges nahm er an den Kämpfen bei Münchengrätz, Preßburg sowie Königgrätz teil und erhielt am 20. September 1866 den Roten Adlerorden IV. Klasse mit Schwertern.
Eltester wurde am 13. Juli 1868 durch König Wilhelm I. in den erblichen preußischen Adelsstand erhoben. Nach der Mobilmachung anlässlich des Krieges gegen Frankreich stieg er Ende Juli 1870 zum Oberstleutnant auf, führte sein Bataillon bei Beaumont, Sedan, Pierrefitte und Épinay sowie vor Toul und Paris. Ausgezeichnet mit beiden Klassen des Eisernen Kreuzes wurde er nach dem Friedensschluss am 24. Juni 1871 zum Kommandeur des neuerrichteten Pionier-Bataillons Nr. 15 in Straßburg ernannt. Er erhielt am 18. Januar 1872 den Charakter als Oberst und unter Verleihung des Patents zu seinem Dienstgrad erfolgte am 12. April 1873 seine Ernennung zum Inspekteur der ebenfalls in Straßburg stationierten 3. Pionier-Inspektion. Am 18. Mai 1876 wurde Eltester Inspekteur der 1. Festungs-Inspektion in Königsberg und avancierte vier Monate später zum Generalmajor. In Genehmigung seines Abschiedsgesuches wurde er am 13. April 1878 mit Pension zur Disposition gestellt und anlässlich des Ordensfestes im Januar 1896 mit dem Kronen-Orden II. Klasse ausgezeichnet. Er starb am 2. September 1904 in Charlottenburg und wurde auf dem Invalidenfriedhof beigesetzt.

### Familie
Eltester heiratete am 24. Oktober 1852 in Matzkau bei Danzig Ida Friederike Röpell, 1849 geschiedene von Heyking (1830–1900). Das Paar hatte mehrere Kinder:
- Katharina (* 1854; † jung)
- Dorothea (* 1856) ⚭ 1882 Ernst Graf von Baudissin (1855–1916), deutscher Kapitän zur See, ein Bruder des Admirals Friedrich von Baudissin[1]
- Melitta (* 1857; † jung)
- Horst (* 1865), preußischer Rittmeister a. D.
- Bernhard Guido (* 1866), preußischer Major a. D.